# 25337 Elisabetta
25337 Elisabetta è un asteroide della fascia principale. Scoperto nel 1999, presenta un'orbita caratterizzata da un semiasse maggiore pari a 1,9192710 au e da un'eccentricità di 0,0650634, inclinata di 23,99621° rispetto all'eclittica.